# Patrick Long

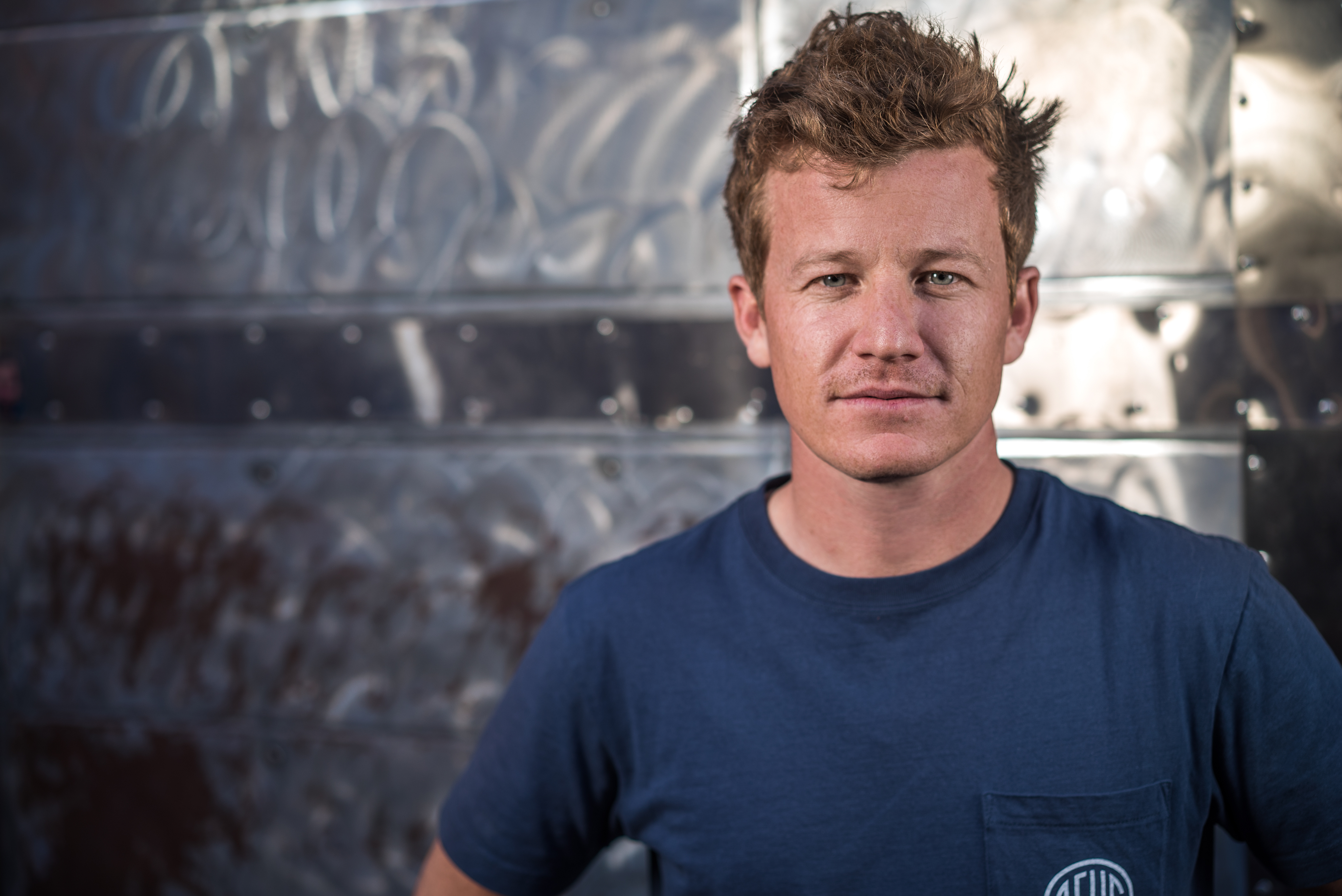
Patrick Long 2015

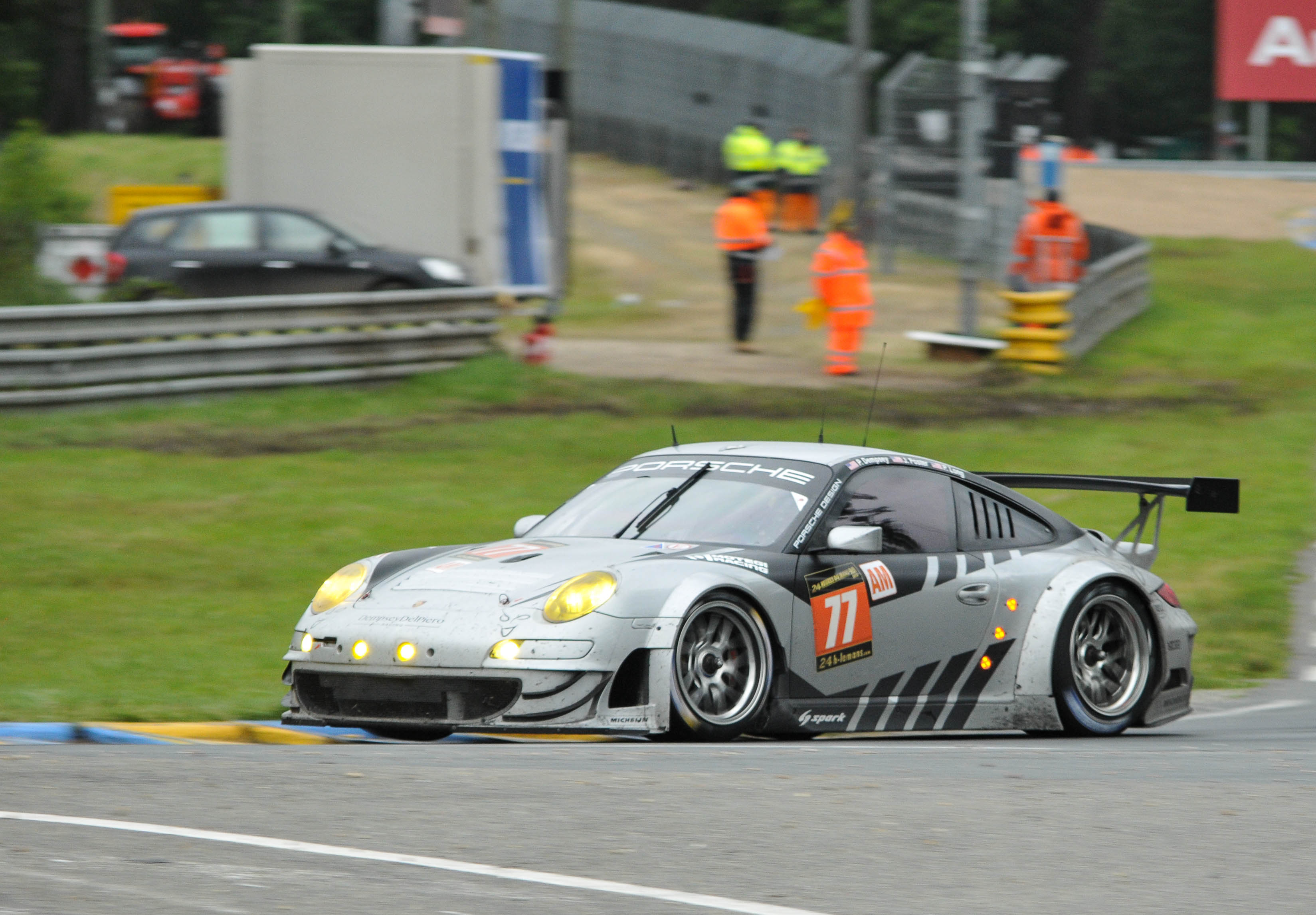
Der Porsche 997 GT3-RSR von Patrick Dempsey, Joe Foster und Patrick Long beim 24-Stunden-Rennen von Le Mans 2013

Patrick Brian Long (* 28. Juli 1981 in Thousand Oaks) ist ein US-amerikanischer Autorennfahrer.

## Karriere im Motorsport
Patrick Long begann seine Karriere im Kartsport und wechselte im Alter von 18 Jahren 1999 zu den Monopostos. Er kam nach Europa und wurde 1999 Dritter in der französischen Formula-Renault-Campus-Serie und 2001 Zweiter in der Avon Tyres Formula Ford Eurotour sowie der Slick 50 Formula Ford Championship. 2002 fuhr er eine komplette Saison in der britischen Formel-Renault-Meisterschaft, die er als Gesamtachter abschloss (Meister Danny Watts). Ende des Jahres wurde er von Helmut Marko als einer von sechs Piloten zum Red Bull F1 Driver Search eingeladen, erhielt jedoch keinen Vertrag. 
Auch von Porsche wurde er zu Testtagen eingeladen und erhielt dort einen Vertrag als Junior-Driver. In seiner ersten Saison als Porsche-Werksfahrer fuhr er vor allem Cup-Rennen. Er gewann ein Rennen im Porsche Carrera Cup Deutschland und beendete die Meisterschaft als Gesamtsiebter (Meister Frank Stippler vor Mike Rockenfeller und Romain Dumas).
Long stieg zum regulären Porsche-Werksfahrer und ist dies nach wie vor. Unter den derzeit 10 Werkspiloten ist er der einzige US-Amerikaner. Seit seinem Engagement bei Porsche war Long für die unterschiedlichsten Rennställe gemeldet und nicht selten der Profi-Rennfahrer in Teams von Porsche-Kunden. In den USA fuhr er unter anderem für Penske Racing, Flying Lizard Motorsports und ist seit 2013 der Profi bei den Einsätzen des US-Schauspielers und Rennfahrers Patrick Dempsey. In Europa unterstützte er Raymond Narac, einen der größten Porsche-Händler Frankreichs, bei seinem Motorsportaktivitäten.
Long ist ein viel beschäftigter Pilot. Zwischen 2003 und 2015 ging er bei 221 Rennen an den Start, feierte vier Gesamtsiege und nicht weniger als 29 Erfolge in diversen Rennklassen. Klassensiege feierte er bei so gut wie allen namhaften Sportwagenrennen. Beim 24-Stunden-Rennen von Daytona, 2004 und 2007 beim 24-Stunden-Rennen von Le Mans, sowie 2005 und 2014 beim 12-Stunden-Rennen von Sebring.
Auch in den Endwertung von Rennserien findet sich der Name Long an erster Stelle. 2005, 2009 und 2010 sicherte er sich die GT2-Wertung der American Le Mans Series.

## Statistik

### Le-Mans-Ergebnisse
| Jahr | Team                                | Fahrzeug            | Teamkollege           | Teamkollege              | Platzierung             | Ausfallgrund |
| ---- | ----------------------------------- | ------------------- | --------------------- | ------------------------ | ----------------------- | ------------ |
| 2004 | Dale White / White Lightning Racing | Porsche 996 GT3 RSR | Jörg Bergmeister      | Sascha Maassen           | Rang 10 und Klassensieg |              |
| 2005 | White Lightning Racing              | Porsche 996 GT3 RSR | Jörg Bergmeister      | Timo Bernhard            | Rang 11                 |              |
| 2006 | Flying Lizard Motorsports           | Porsche 991 GT3-RSR | Johannes van Overbeek | Seth Neiman              | Rang 18                 |              |
| 2007 | IMSA Performance Matmut             | Porsche 997 GT3 RSR | Raymond Narac         | Richard Lietz            | Rang 15 und Klassensieg |              |
| 2008 | IMSA Performance Matmut             | Porsche 997 GT3 RSR | Raymond Narac         | Richard Lietz            | Ausfall                 | Unfall       |
| 2009 | IMSA Performance Matmut             | Porsche 997 GT3 RSR | Raymond Narac         | Patrick Pilet            | Ausfall                 | Defekt       |
| 2010 | IMSA Performance Matmut             | Porsche 997 GT3 RSR | Raymond Narac         | Patrick Pilet            | Rang 17                 |              |
| 2011 | Flying Lizard Motorsports           | Porsche 997 GT3 RSR | Jörg Bergmeister      | Lucas Luhr               | Rang 18                 |              |
| 2012 | Flying Lizard Motorsports           | Porsche 997 GT3 RSR | Jörg Bergmeister      | Marco Holzer             | Ausfall                 | Unfall       |
| 2013 | Dempsey Del Piero-Proton            | Porsche 997 GT3-RSR | Patrick Dempsey       | Joe Foster               | Rang 28                 |              |
| 2014 | Dempsey Racing-Proton               | Porsche 997 GT3-RSR | Patrick Dempsey       | Joe Foster               | Rang 24                 |              |
| 2015 | Dempsey-Proton Racing               | Porsche 911 RSR     | Patrick Dempsey       | Marco Seefried           | Rang 22                 |              |
| 2016 | Abu Dhabi-Proton Racing             | Porsche 911 RSR     | Khaled Al Qubaisi     | David Heinemeier Hansson | Rang 28                 |              |
| 2017 | Dempsey-Proton Racing               | Porsche 911 RSR     | Abdulaziz Al Faisal   | Mike Hedlund             | Rang 37                 |              |
| 2018 | Proton Competition                  | Porsche 911 RSR     | Tim Pappas            | Spencer Pumpelly         | Rang 29                 |              |

### Sebring-Ergebnisse
| Jahr | Team                              | Fahrzeug            | Teamkollege      | Teamkollege         | Teamkollege       | Platzierung             | Ausfallgrund    |
| ---- | --------------------------------- | ------------------- | ---------------- | ------------------- | ----------------- | ----------------------- | --------------- |
| 2004 | New Century Mortgage Racers Group | Porsche 911 GT3-RSR | Cort Wagner      | Kelly Collins       |                   | Rang 17                 |                 |
| 2005 | Petersen White Lightning          | Porsche 996 GT3-RSR | Jörg Bergmeister | Lucas Luhr          |                   | Rang 7 und Klassensieg  |                 |
| 2006 | Penske Motorsports                | Porsche RS Spyder   | Romain Dumas     | Timo Bernhard       |                   | Ausfall                 | Mechanik        |
| 2007 | Tafel Racing                      | Porsche 997 GT3 RSR | Robin Liddell    | Wolf Henzler        |                   | Rang 15                 |                 |
| 2008 | Penske Racing                     | Porsche RS Spyder   | Ryan Briscoe     | Sascha Maassen      |                   | Ausfall                 | Motor überhitzt |
| 2009 | Flying Lizard Motorsports         | Porsche 997 GT3 RSR | Jörg Bergmeister | Marc Lieb           |                   | Rang 10                 |                 |
| 2010 | Flying Lizard Motorsports         | Porsche 997 GT3 RSR | Jörg Bergmeister | Marc Lieb           |                   | Rang 9                  |                 |
| 2011 | Flying Lizard Motorsports         | Porsche 997 GT3 RSR | Jörg Bergmeister | Marc Lieb           |                   | Rang 16                 |                 |
| 2012 | Flying Lizard Motorsports         | Porsche 997 GT3 RSR | Jörg Bergmeister | Marco Holzer        |                   | Rang 50                 |                 |
| 2014 | Porsche North America             | Porsche 911 RSR     | Jörg Bergmeister | Michael Christensen |                   | Rang 12 und Klassensieg |                 |
| 2015 | Team Falken Tire                  | Porsche 911 GT3 RSR | Bryan Sellers    | Wolf Henzler        |                   | Rang 12                 |                 |
| 2016 | Black Swan Racing                 | Porsche 911 GT3 R   | Tim Pappas       | Nicky Catsburg      | Andy Pilgrim      | Rang 34                 |                 |
| 2018 | Wright Motorsports                | Porsche 911 GT3 R   | Mathieu Jaminet  | Robert Renauer      | Christina Nielsen | Rang 22                 |                 |
| 2019 | Park Place Motorsports            | Porsche 911 GT3 R   | Patrick Lindsey  | Nicholas Boulle     |                   | Rang 24                 |                 |
| 2020 | Wright Motorsports                | Porsche 911 GT3 R   | Ryan Hardwick    | Jan Heylen          |                   | Rang 18 und Klassensieg |                 |
| 2021 | Wright Motorsports                | Porsche 911 GT3 R   | Trent Hindman    | Jan Heylen          |                   | Rang 19                 |                 |